# Ville-en-Selve
Ville-en-Selve is een gemeente in het Franse departement Marne (regio Grand Est) en telt 283 inwoners (1999). De plaats maakt deel uit van het arrondissement Reims.

## Geografie
De oppervlakte van Ville-en-Selve bedraagt 8,7 km², de bevolkingsdichtheid is 32,5 inwoners per km².
De onderstaande kaart toont de ligging van Ville-en-Selve met de belangrijkste infrastructuur en aangrenzende gemeenten.

## Demografie
Onderstaande figuur toont het verloop van het inwonertal (bron: INSEE-tellingen).